# Piranha-preta
A piranha-preta (Serrasalmus rhombeus) ou piranha de olhos vermelhos  é um peixe de água doce, carnívoro, da família Serrasalmidae. Pode alcançar os 40 cm de comprimento, sendo considerada a maior e mais agressiva de todas as espécies de piranha.

## Características

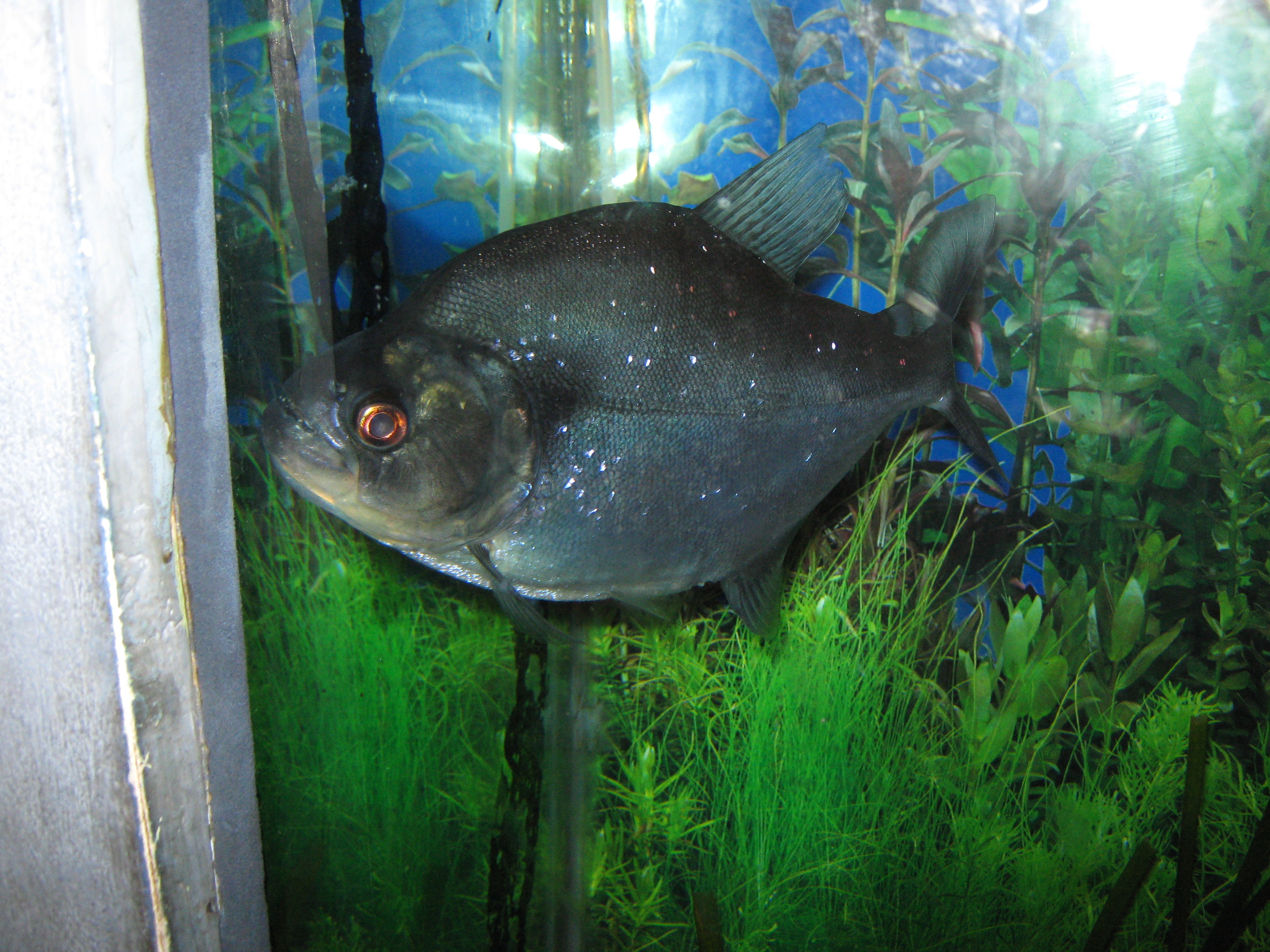
Piranha-preta em aquário

A piranha-preta é um peixe escamoso, com corpo romboide e pouco comprimido. Possui mandíbulas salientes, olhos avermelhados brilhantes e dentes triangulares afiadíssimos. Possui também ótima visão e excelente olfato. Tem coloração uniforme, variando do cinza ao preto nos indivíduos adultos, com o ventre clareado. Os jovens são mais claros com manchas escuras. Pode alcançar 40 cm de comprimento e pesar até 4 kg, sendo assim a maior piranha da Amazônia.

## Distribuição geográfica
Sua espécie é encontrada em toda América do Sul, nas Bacias Amazônica, do Orinoco e Araguaia-Tocantins, a norte e leste da Guiana, no Peru, nos rios do Nordeste brasileiro e em rios costeiros.

## Habitat
A piranha-preta habita rios de água claras ou escuras, alguns riachos e lagos. Em certas áreas, pode habitar também florestas inundadas e igarapés. Essas piranhas vivem em habitats muito diversos que vão desde as calmas águas escuras, para as áreas de águas bravas, nos rios na Amazônia, e, como tal, são muito tolerantes com os diferentes compostos químicos da água. Podem se adaptar bem em aquários. 

## Alimentação
É um peixe carnívoro, predador voraz, agressivo e normalmente solitário, alimentando-se de outros peixes menores, larvas de insetos aquáticos e crustáceos (camarões). No entanto juvenis e adultos costumam atacar e comer as nadadeiras de outros peixes . Podem atacar também alguns animais terrestres que cruzam os rios. Seus ataques são agressivos e frenéticos, sendo considerada uma predadora voraz, com dentes afiados e apetite insaciável.

## Reprodução
Sua reprodução ocorre durante a estação chuvosa. As fêmeas costumam ficar mais agressivas durante a época reprodutiva e ataques a pessoas que nadam em águas infestadas desses peixes podem ser fatais.

## Pesca

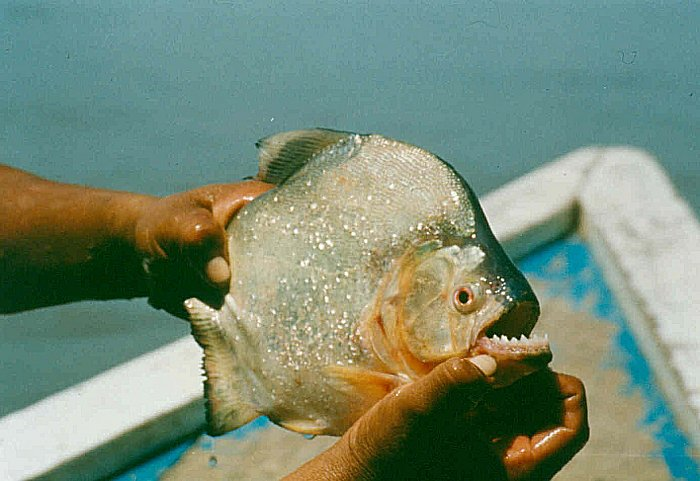
Piranha pescada, mostrando os dentes afiados

Geralmente é um peixe apreciado na pesca esportiva.
O pescador deve ter muito cuidado ao manusear essa espécie peixe, pois qualquer descuido pode acabar em acidente sério.